# 1475 Ялта
1475 Я́лта (1475 Yalta) — астероїд в головному поясі астероїдів відкритий П. Шайн 21 вересня 1935 року у Сімеїзі.